# 菊川英秀
菊川 英秀（きくかわ えいしゅう、生没年不詳）とは、江戸時代の浮世絵師。

## 来歴
『浮世絵師便覧』と『浮世絵師伝』によれば菊川英山の門人、菊川の画姓を称し節香斎と号す。作画期は文化の頃で、作に肉筆美人画があるというが現在では不明。